# Smash Hit Combo
Smash Hit Combo — французская метал-группа из города Серне, регион Гранд-Эст. Музыка коллектива объединяет в себе элементы рэп-метала (вокал), дэткора (экстрим-вокал, рифы, брейкдауны) и маткора (диссонансные тактовые размеры), что делает Smash Hit Combo одной из самых необычных групп на французской тяжёлой сцене. Тексты песен содержат остросоциальный характер и исполняются преимущественно на французском языке.

## История

### Начало пути (2004—2007)
Группа была сформирована в 2004 году в городе Серне, регион Гранд-Эст. В первоначальный состав коллектива вошли несколько участников с разными музыкальными вкусами, благодаря чему музыка коллектива соединила в себе хип-хоп и кроссовер-трэш. Всех музыкантов объединила общая страсть к видеоиграм, поэтому основная лирика группы содержит в себе резкое осуждение созданного «виртуального поколения» и возникшего в связи с этим роста насилия среди молодёжи. Также тексты изобилуют множеством отсылок к популярным видеоиграм (Grand Theft Auto, Need For Speed, Mario и т. д.).
После долгих репетиций ребята отыграли несколько небольших концертов, а уже в августе 2005 года они выпустили свой первый демо-альбом с шестью треками Next Level6. После тёплого приёма местной публикой, Smash Hit Combo продолжили регулярно выступать, а позже приступили к написанию новой музыки, которая вошла в новый EP под названием Hardcore Gamer выпущенный в 2007 году.

### Рост популярности (2008—2011)
После выхода первого EP группа обретает известность на французской тяжёлой сцене, что позволяет увеличить количество живых выступлений по всей Франции. После множества отыгранных концертов Smash Hit Combo становятся одной из самых популярных французских метал-групп, наряду с такими коллективами как Gojira, Enhancer, Eths, X-Vision и Black Bomb A. В конце 2008 года парни решают сделать перерыв в гастрольном графике и сфокусировать на записи новой пластинки, которая получила название Nolife и была выпущена в марте 2009 года. Альбом Nolife был спродюсирован Стефаном Бурьесом и Кристофом Эдрихом, работавших ранее с такими коллективами как X-Vision, Black Bomb A и др. Обложка новой работы была выполнена с отсылкой на популярную серию видеоигр Final Fantasy.
После выпуска первого полноформатного альбома в своей истории, Smash Hit Combo отправляются в большой концертный тур по всей Европе, в том и числе в Россию. Затем коллектив подписывает контракт с такими партнёрами как Schecter и Ernie Ball, а также начинает сотрудничество с канадским лейблом Slam Disques базирующимся в Квебеке. Вскоре группа выпускает в Квебеке сборник Génération Test, который состоит из песен с альбома Nolife и EP Loading, после чего отправляется в североамериканский тур с группами Ok Volca и Never More Than Less.

### Reset и Playmore (2012—2017)
Второй полноформатный альбом группы получил название Reset и был выпущен в октябре 2012 года. Вскоре после его выхода Smash Hit Combo отправились в турне в поддержу нового альбома. В ноябре 2014 года коллектив покидает вокалист Samy1 и на его место приходит Максим Келье из группы Boars9.
Следующий полноформатный альбом Smash Hit Combo выпускают спустя три года. Пластинка была выпущена 28 марта 2015 года и получила название Playmore. Часть треков на альбоме записана на английском языке в сотрудничестве с рэпером None Like Joshua.

### L33T (2017 — настоящее время)
12 апреля 2017 года группа на своём канале YouTube публикует тизер своего следующего альбома L33T, на вновь котором присутствует рэпер None Like Joshua. 5 мая 2017 года Smash Hit Combo выпускают на YouTube клип на песню RPG, снятого в антураже культовой серии видеоигр Mortal Kombat. 19 мая 2017 года группа выпускает второй клип на англоязычную песню с нового альбома Spin The Wheel с отсылками к видеоиграм Grand Theft Auto: San Andreas и Need For Speed, где место французского вокалиста Поля HP занимает англоязычный None Like Joshua.
Наконец 26 мая 2017 года группа выпускает четвёртый полноформатный альбом L33T в двух версиях: французской и английской, где место Поля HP занимает None Like Joshua. Английская версия альбома была неоднозначно встречена на родине коллектива во Франции, из-за того что Smash Hit Combo всегда хвастались исполнением песен на французском языке.

## Состав
Текущий состав
- Поль «HP» Вюльекес — вокал (2004 — наши дни)
- Максим «Maxence» Келье — вокал (2014 — наши дни)
- Джош «None Like Joshua» Фролинг — вокал на английском языке (2015 — наши дни)
- Матьё «Bulldozer» Вилье — бас-гитара (2004 — наши дни)
- Антони «Chon» Шоньяр — гитара (2004 — наши дни)
- Батист «Bat» Ори — гитара (2004 — наши дни)
- Брис «James» Хинкер — ударные (2004 — наши дни)

Бывшие участники
- Сами «De La Hoz» Ауаси — вокал (2004—2014)

## Дискография
Студийные альбомы
- 2009: Nolife
- 2012: Reset
- 2015: Playmore
- 2017: L33T

Мини-альбомы
- 2005: Next Level (демо)
- 2007: Hardcore Gamer
- 2010: Loading